# جين إيس
جين إيس (بالإنجليزية: Jane Ace)‏ هي ممثلة أمريكية، ولدت في 12 أكتوبر 1897 في كانساس سيتي في الولايات المتحدة، وتوفيت في 11 نوفمبر 1974 بسبب سرطان.

## وصلات خارجية
- جين إيس على موقع IMDb (الإنجليزية)